# Августин (Анисимов)
Епи́скоп Августи́н (в миру Анато́лий Ива́нович Ани́симов; 14 января 1945, Москва) — епископ Русской православной церкви на покое, бывший епископ Городецкий и Ветлужский.

## Биография
Отец епископа Августина — Иван Ильич Анисимов, принадлежал к священническому роду, происходившему из Орловской губернии.
По окончании школы проходил срочную службу в рядах Вооружённых сил. В 1977 году окончил Московский Всесоюзный юридический институт по специальности «правоведение». Работал консультантом в Инюрколлегии, инструктором в Московском обкоме профсоюза работников просвещения, высшей школы и научных учреждений; инспектором-искусствоведом в Художественном фонде РСФСР; заместителем начальника Управления механизации треста «Мострансстрой». Был женат.
В 1987 году принят в службу эконома Свято-Троицкой Сергиевой лавры, принимал участие в подготовке празднования 1000-летия Крещения Руси.
22 мая 1990 года в Иванове архиепископом Ивановским и Кинешемским Амвросием рукоположён во диакона. 2 августа тем же епископом рукоположён и во пресвитера.
19 ноября 1991 года назначен настоятелем церкви во имя Казанской иконы Божией Матери в Иванове.
С апреля 1993 года по май 2007 года служил в Преображенском кафедральном соборе в Иванове.
5 сентября 1993 года архиепископом Ивановским и Кинешемским Амвросием пострижен в монашество с именем Августин в честь блаженного Августина, еп. Иппонийского.
В 1995 году возведён в сан игумена.
Занимался миссионерской деятельностью в Иваново-Вознесенской епархии и за её пределами. В своей деятельности делал акцент на возрождение православного образа жизни через общинную жизнь приходов и коллективов. На конкурсе миссионерских проектов в рамках XV Рождественских образовательных чтений синодальным миссионерским отделом была отмечена дипломом программа «Православная община как миссия для введения православного образа жизни в России».
В 1995 году по приглашению правительства и Лютеранской церкви Нижней Саксонии (Германия) находился в официальной командировке в Ганновер для изучения системы образования и взаимодействия Церкви и государства в социальной сфере.
В 1995—2002 годах преподавал предмет «Миссиология» на курсах катехизаторов Братства Александра Невского в Нижнем Новгороде.
В 1996 году выступал в Государственной думе России на парламентских слушаниях по теме «Образование и национальная безопасность России».
В 2001 году окончил Московскую духовную семинарию.
Преподавал в Ивановско-Вознесенской духовной семинарии догматическое богословие, церковное право, основное богословие, апологетику и миссиологию, а также основное богословие в Ивановском православном богословском институте.
В 2001 году по просьбе главы города Иваново читал курс лекций «Православный образ жизни. Основы Православия» для аппарата городской администрации города Иваново. Преподавал в Ивановском государственном университете, в частности, читал авторский курс «Феноменология религии» на историческом факультете.
В 2002 году по благословению патриарха Алексия II включён в состав рабочей группы общественно-политического экспертного совета по разработке образовательной концепции Русской православной церкви.
В 2007—2008 годах преподавал в Ивановском институте повышения квалификации учителей для подготовки их к ведению курса «Основы православной культуры». В течение восьми лет был председателем оргкомитета по проведению праздников «Рождественский подарок» и «Светлый праздник», целью которых было привлечение учащейся молодёжи музыкальных и художественных школ и училищ, общеобразовательных школ к православным ценностям. Принимал участие в VI кинофестивале «Золотой витязь» в качестве члена жюри.
В 2007 году вошёл в состав комиссии Иваново-Вознесенской епархии по канонизации. В 2008 году по приглашению председателя синодального миссионерского отдела архиепископа Белгородского и Старооскольского Иоанна участвовал в рабочем семинаре по разработке концепции учебного пособия и методологии преподавания предмета «Миссиология».
Указом епископа Иваново-Вознесенского и Кинешемского Иосифа от 15 октября 2008 года почислен за штат с правом перехода в Нижегородскую епархию. В декабре 2008 года назначен строителем восстанавливаемого Феодоровского мужского монастыря.
Определением Священного синода от 27 мая 2009 года (журнал № 45) назначен наместником Феодоровского мужского монастыря в городе Городце Нижегородской области.
Являлся духовником Свято-Елизаветинского отделения сестёр милосердия Нижегородского медицинского колледжа; духовным попечителем, лектором-консультантом кафедры международно-политических коммуникаций факультета международных отношений Нижегородского государственного университета.

## Архиерейство
Решением Священного синода от 15 марта 2012 года избран епископом Городецким и Ветлужским. 18 марта в храме Христа Спасителя возведён в сан архимандрита. 29 марта в крестовом храме Владимирской иконы Божией Матери в патриаршей резиденции в Чистом переулке наречён во епископа Городецкого и Ветлужского. 8 апреля за Божественной литургией в храме Христа Спасителя хиротонисан во епископа Городецкого и Ветлужского. Хиротонию совершили патриарх Московский и всея Руси Кирилл, митрополит Крутицкий и Коломенский Ювеналий, митрополит Нижегородский и Арзамасский Георгий, архиепископ Витебский и Оршанский Димитрий, епископ Дмитровский Феофилакт (Моисеев), епископ Кемеровский и Новокузнецкий Аристарх (Смирнов), епископ Солнечногорский Сергий (Чашин).
В июне 2012 года в общецерковной аспирантуре и докторантуре проходил курсы повышения квалификации для новопоставленных архиереев.
11 марта 2020 года Священный синод, рассмотрев прошение епископа Городецкого и Ветлужского Августина о почислении его на покой в связи с достижением 75-летия, постановил благословить преосвященному епископу Городецкому и Ветлужскому Августину продолжить управление Городецкой епархией.
24 августа 2023 года решением Священного Синода РПЦ почислен на покой с местом пребывания на покое в городе Нижний Новгород.

## Награды
- Орден Преподобного Серафима Саровского III степени (2020)
- Высшая награда Императорского православного палестинского общества «Вифлеемская звезда» (2020)
- Почётный гражданин города Городца (2015)